# Via Cristoforo Colombo
La via Cristoforo Colombo (appelé communément par les Romains « la Colombo ») est une artère de Rome, qui relie le centre-ville de la capitale italienne au faubourg balnéaire d'Ostie sur les bords de la mer Tyrrhénienne. Cette artère, dédiée à Christophe Colomb, est en grande partie constituée d'une route à 2 × 3 voies, s'étendant sur 27 km, ce qui en fait la plus longue voie de Rome, la plus longue voie italienne se trouvant à l'intérieur des frontières d'une même commune et, probablement, la plus grande d'Italie.

## Description
Elle débute à la Porta Ardeatina, une portion Sud du mur d'Aurélien, traverse l'EUR en passant de part et d'autre du PalaLottomatica, puis franchit le Grand Contournement de Rome (Grande Raccordo Anulare) au niveau de l'échangeur autoroutier no 27, avant d'entamer quelques kilomètres plus loin, une longue ligne droite de 11 km jusqu'au Lido di Castel Fusano, l'un des quartieri (quartier) formant le Sud de l'agglomération d'Ostie.

## Histoire
Elle a été conçue en 1937, dans le cadre des plans d'urbanisme liés à l'Exposition universelle de Rome qui devait se tenir à Rome en 1942, avec le nom de Via Imperiale, de relier le centre-ville avec la zone d'exposition de l'EUR, avant de poursuivre son tracé vers le Lido di Roma. Ainsi, selon Benito Mussolini, cette artère devait servir d'axe structurant pour l'extension de la zone urbaine de Rome vers la mer. Finalement, la rue ne sera ouverte au trafic qu'après la guerre, en 1954.
Pour les Jeux olympiques d'été de 1960, la route a accueilli les événements de marathon et le contre la montre de cyclisme. L'événement a été entaché par la mort du cycliste danois Knud Enemark Jensen.

## Vues

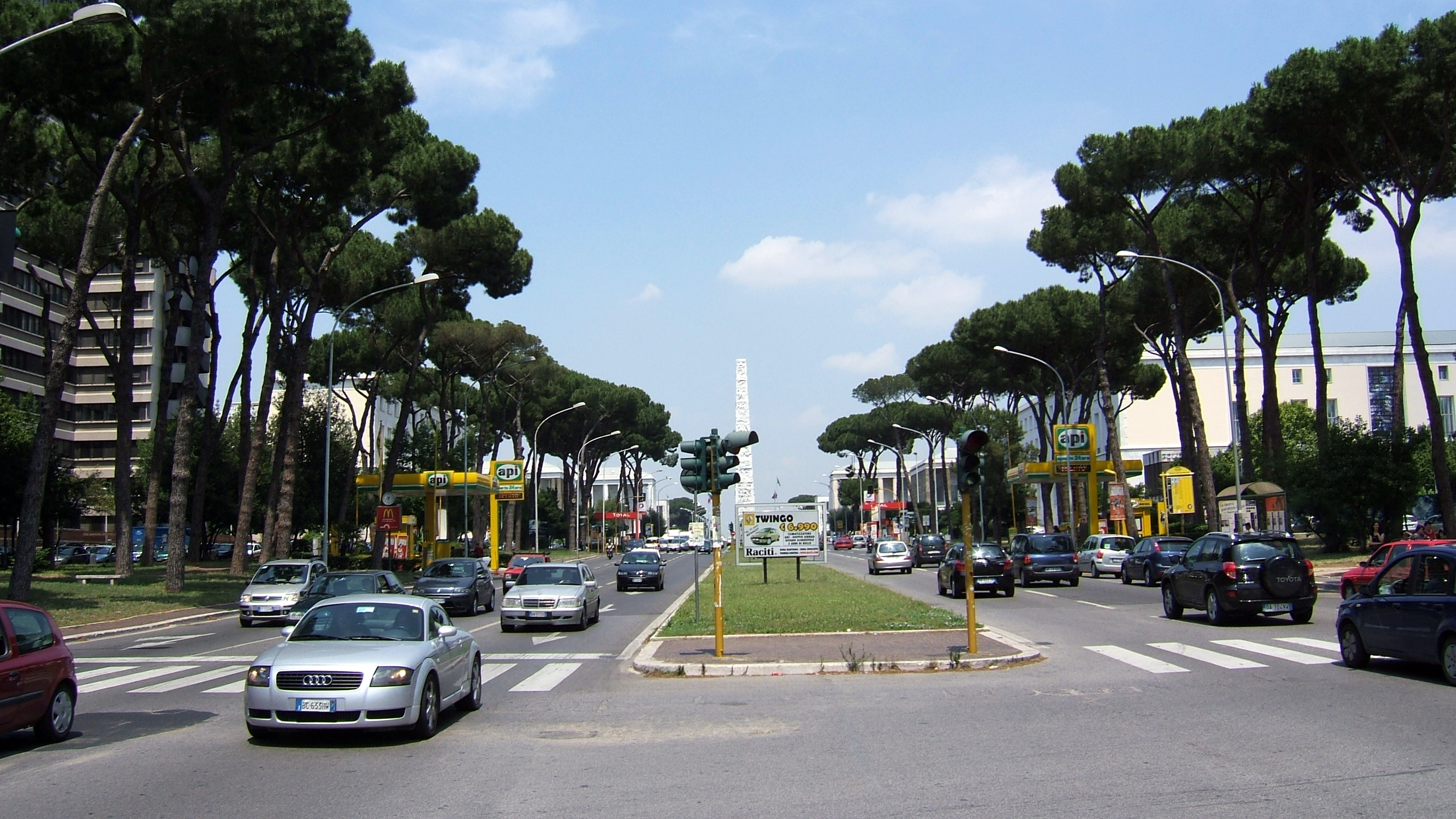
La voie et ses pins
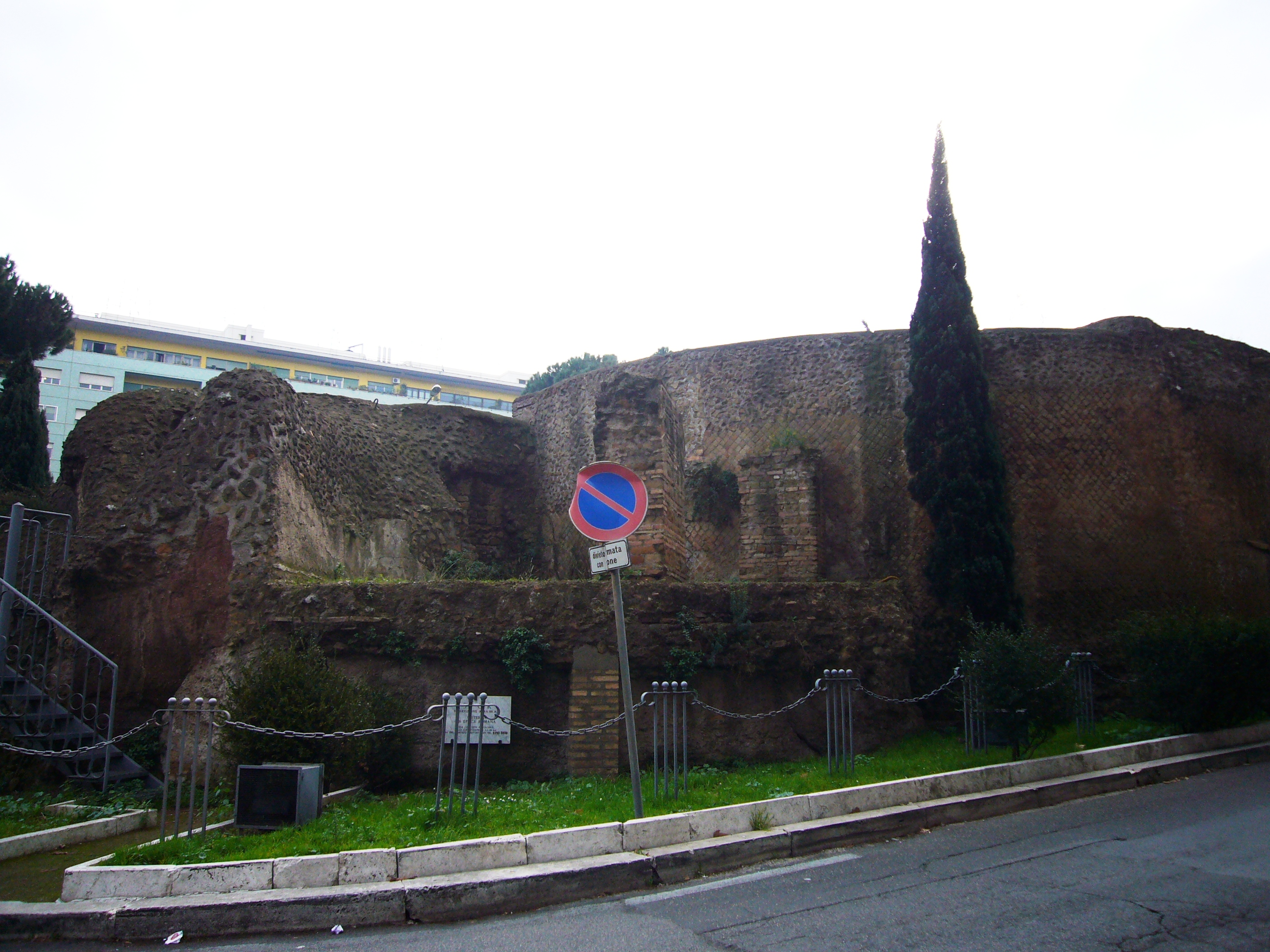
Citerne romaine
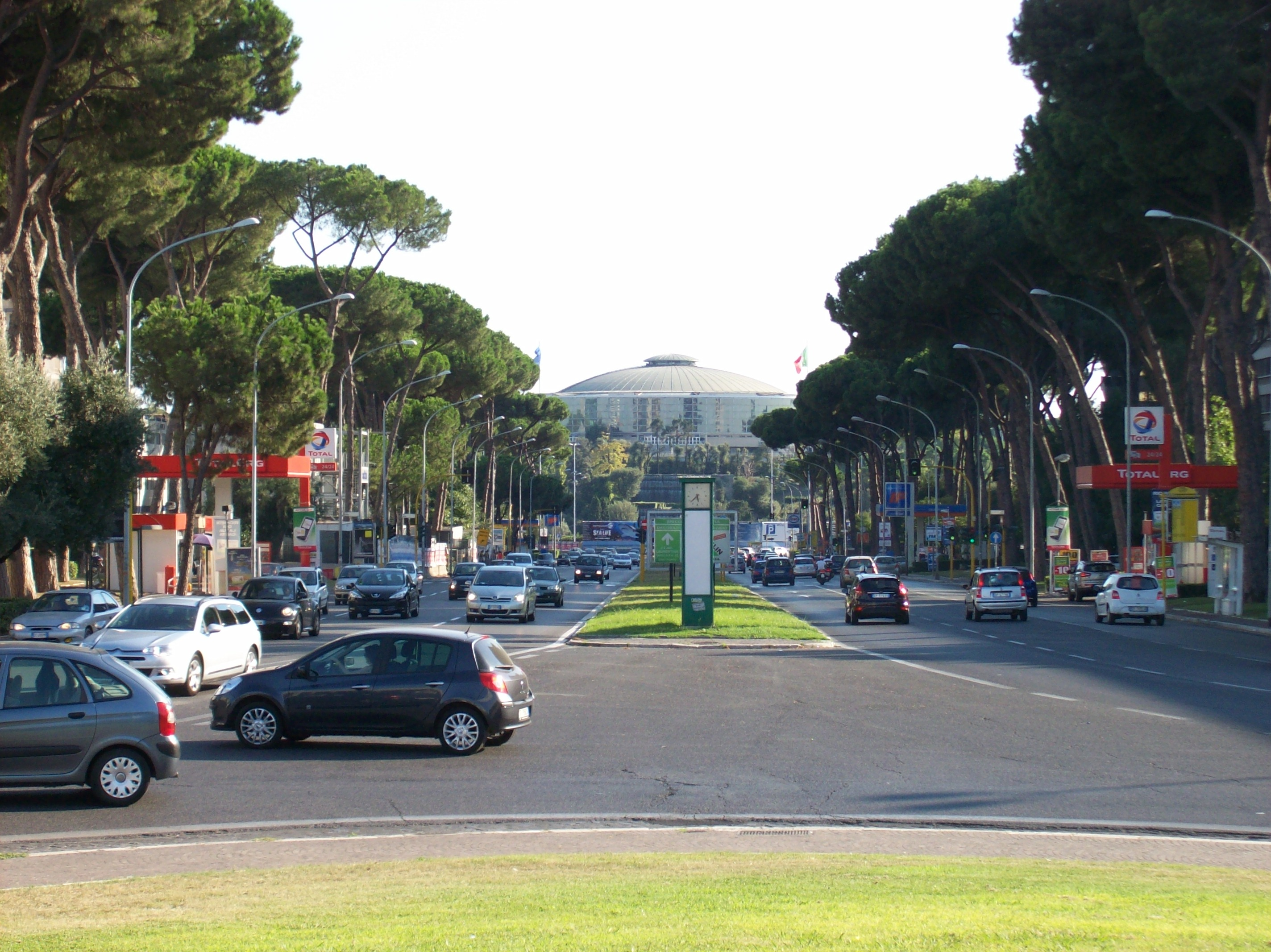